# Pieve di San Giovanni Battista (Monteroni d'Arbia, Ville di Corsano)
La pieve di San Giovanni Battista a Corsano è un edificio sacro situato a Ville di Corsano, nel comune di Monteroni d'Arbia.

## Storia e descrizione
La chiesa è conosciuta dal 1031. Un'iscrizione all'interno data la riconsacrazione al 1889. La facciata, organizzata su due ordini, con archetti e semicolonne nella parte superiore e con ampie archeggiature cieche nella parte basamentale, si ispira a modelli pisani interpretati in chiave lombarda. Nell'interno, a tre navate, gli elementi romanici sono evidenti nei semipilastri della controfacciata e nei pilastri compositi della prima campata. Il resto delle arcate di divisione, in cotto, appartiene a una fase posteriore. Da segnalare due tele (in restauro) di Alessandro Casolani, l'Annunciazione e l'Adorazione dei pastori, e una scultura in terracotta policromata raffigurante Sant'Agata, attribuita a Carlo di Andrea Galletti.